# Martin Kastler

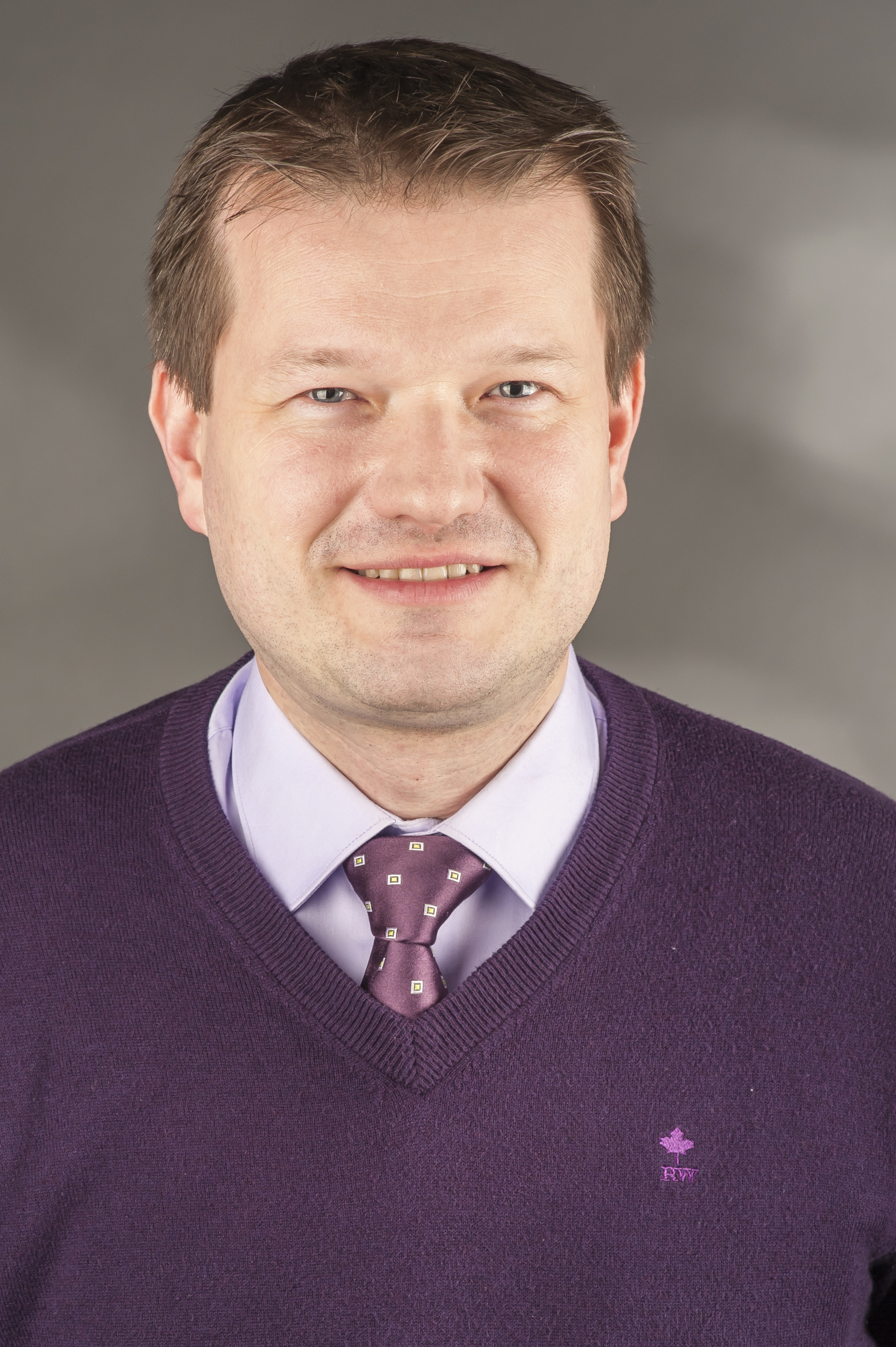
Martin Kastler 2014

Martin Kastler (geb. 18. Juni 1974 in Nürnberg) war bis 2014 ein deutscher Europapolitiker der CSU im Europäischen Parlament.

## Leben

### Herkunft
Ein Teil seiner Familie stammt aus dem nordböhmischen Erzgebirge.

### Ausbildung und Beruf
Nach dem Besuch des Martin-Behaim-Gymnasiums in Nürnberg studierte Kastler von 1994 bis 2000 Geschichte und Politik in Erlangen und Prag. Europapolitische Erfahrungen sammelte er von 1996 bis 1997 als Mitarbeiter in der außenpolitischen Abteilung des Präsidenten der Tschechischen Republik, Václav Havel. Anschließend wurde Kastler Pressesprecher des Marketingvereins der Metropolregion Nürnberg und Redakteur bei DATEV. Seit 1996 ist Kastler journalistisch und publizistisch tätig. Von 2004 bis zu seinem Wiedereinzug in das Europäische Parlament im Dezember 2008 war er Referatsleiter für Entwicklungspolitische Grundsatzfragen und EU-Projekt-Koordinator bei der Hanns-Seidel-Stiftung in München. Nach dem Ausscheiden aus dem Europa-Parlament leitete er als Repräsentant und Regionalleiter das Mitteleuropaprojekt der Hanns-Seidel-Stiftung mit Sitz in Prag, verantwortlich für die Aktivitäten der CSU-nahen Stiftung in der Tschechischen Republik, der Slowakei und Ungarn. Nach der Rückkehr in die Stiftungszentrale wechselte er in die Bayerische Staatskanzlei in München und arbeitete als Persönlicher Referent der beiden Staatsminister Melanie Huml und anschließend Eric Beißwenger. Im April 2024 wurde er zum Leiter der Repräsentanz des Freistaats Bayern in der Tschechischen Republik ernannt.
Seit dem Wintersemester 2017/18 ist er nebenberuflich Lehrbeauftragter der Hochschule Ansbach im Studiengang Interkulturelles Management am Standort Rothenburg ob der Tauber.

### Parteilaufbahn
Martin Kastler ist seit 1993 Mitglied der Christlich-Sozialen Union in Bayern (CSU) und der Arbeitnehmerunion (CSA); bis ins Jahr 2023 bekleidete er dort unterschiedliche Funktionen. Kastler ist Mitglied der Christdemokraten für das Leben (CDL).

### Abgeordnetentätigkeit
Martin Kastler zog erstmals von 2003 bis 2004 für die CSU in das Europäische Parlament ein und folgte hier auf Emilia Müller, die vom damaligen bayerischen Ministerpräsidenten Edmund Stoiber in die Staatsregierung berufen wurde. Nach der bayerischen Landtagswahl im September 2008 rückte Kastler für Alexander Radwan nach. Bei den Europawahlen 2009 wurde Martin Kastler für die volle Legislaturperiode 2009–2014 als Abgeordneter ins Europäische Parlament gewählt.
Martin Kastler war Mitglied im Ausschuss für Umweltfragen, öffentliche Gesundheit und Lebensmittelsicherheit (ENVI) und stellvertretendes Mitglied im Ausschuss für Beschäftigung und Soziale Angelegenheiten (EMPL). Außerdem war er Mitglied in der Delegation EU-Mazedonien (DANZ) und stellvertretendes Mitglied in der Paritätischen Parlamentarischen Versammlung von Vertretern der Afrikanischen Union (AU) und der EU. Kastler war umwelt- und sozialpolitischer Sprecher der CSU-Europagruppe. Zudem hatte er das Amt des Vizepräsidenten der interfraktionellen Arbeitsgruppe (Intergroup) Bioethik sowie der EVP-Arbeitsgruppe Bioethik inne.
Zur Europawahl am 25. Mai 2014 kandidierte Martin Kastler als Spitzenkandidat für Mittelfranken auf der CSU-Liste auf Platz 7. Da die CSU nur fünf Sitze errang, zog Kastler nicht erneut ins Parlament ein und kandidierte daraufhin nicht mehr bei folgenden Europawahlen.

### Sonstiges Engagement
Martin Kastler war bis Oktober 2022 ehrenamtlicher Bundesvorsitzender der von katholischen Heimatvertriebenen gegründeten deutsch-tschechisch-slowakischen Ackermann-Gemeinde (AG) und war damit als Verbandsvertreter Mitglied in der Vollversammlung des Zentralkomitees der deutschen Katholiken (ZdK), aus deren Reihen er drei Mal in den Hauptausschuss des ZdK gewählt wurde. Die Vollversammlung des ZdK wählte Kastler von November 2013 bis November 2022 zu ihrem Sprecher des Sachbereichs Europäische Zusammenarbeit und interkulturelle Fragen Zentralkomitees der deutschen Katholiken. Er war damit Nachfolger von Hubert Tintelott.
2012 berief Bundesaußenminister Guido Westerwelle Martin Kastler als einen von vier deutschen Vertretern ehrenamtlich in den Verwaltungsrat des Deutsch-Tschechischen Zukunftsfonds in Prag. Von 2016 bis 2020 war er dessen Vorsitzender. Im Dezember 2023 legte Kastler auf eigenen Wunsch sein Mandat nieder.
Ehrenamtlich engagiert er sich im Unitas-Verband Verbandes der Wissenschaftlichen Katholischen Studentenvereine Unitas (UV), der WKStV Unitas Franko-Palatia Nürnberg et Erlangen im UV sowie seit 2014 als Ehrenmitglied bei der KDStV Ferdinandea-Prag zu Heidelberg im CV.
Weitere Mitgliedschaften: Club der Altstipendiaten der Hanns-Seidel-Stiftung (CdAS), im Gewerbeverein 1848 Schwabach und Umgebung e.V., der Görres-Gesellschaft, in der Paneuropa Österreich Paneuropa-Union Österreich sowie im Deutschen Reservistenverband.
Ehrungen
Der Außenminister der Tschechischen Republik, Jan Lipavský, verlieh Martin Kastler im Jahre 2023 für sein langjähriges Engagement und seine Verdienste um die deutsch-tschechische, insbesondere die bayerisch-tschechische Verständigung, die Medaille für Diplomatie.

### Privates
Martin Kastler ist mit einer Tschechin verheiratet, hat drei Kinder und lebt in Schwabach und Prag. Kastler hat eine Kirchenmusikerausbildung D und C absolviert und spielt in seiner Freizeit Orgel. Er spricht Tschechisch.

## Politische Positionen

### Telekommunikation
Als einer von 28 Abgeordneten des Parlaments wandte sich Kastler am 18. April 2012 (gegen eine Mehrheit von 580 Ja-Stimmen bei 74 Enthaltungen) gegen eine Resolution, die eine gesetzliche Grundlage zur Überwachung von Internet-Zensur durch autokratische Regimes und EU-Exportregelungen für Technologien, die der Internet-Zensur dienen, fordert.

### Religion
Kastler weist starke Bezüge zum Thema Religion auf. Er selbst bezeichnet „die Unterstützung der verfolgten Christen weltweit“ als einen der „zentralen Punkte“ seines politischen und ehrenamtlichen Engagements. An anderer Stelle betonte er, das für ihn ehrenamtliches Engagement in der Kirche „neben seiner Abgeordnetentätigkeit ganz oben auf der Agenda“ stehe.
Im Jahr 2011 verteilte die Europäische Kommission einen Schülerkalender, in dem versehentlich keine Hinweise auf Feiertage der christlichen Religion verzeichnet wurden. Vorgaben weiterer Religionen wie des Islam, des Judentums und sogar des Hinduismus wurden darin berücksichtigt. Kastler erklärte in diesem Zusammenhang: „Der kämpferische Atheismus im Apparat der EU-Kommission ist untragbar - er braucht eine klare, christliche Antwort. Diese Willkür schreit zum Himmel“. Er erklärte der Vorgang sei „eine Frechheit!“ und forderte „die zuständigen Beamten umgehend zur Rechenschaft zu ziehen. Ich erwarte eine persönliche Entschuldigung des Kommissionspräsidenten.“ In Folge initiierte Kastler zusammen mit den katholischen und evangelischen Dekanaten Schwabach und Roth eine Sammlung von ca. 3000 Unterschriften, die er zusammen mit einem Pfarrer an den zuständigen EU-Kommissar übergab, der schließlich den Kalender korrigieren ließ.

### Sonntagsarbeit
Martin Kastler ist Initiator der Ersten Europäischen Bürgerinitiative, deren Ziel es ist, den Sonntag europaweit als Ruhetag zu schützen. Dazu hat er am 10. Februar 2010 im Europäischen Parlament in Straßburg das Online-Kampagneportal „Sonntags gehören Mami und Papi uns!“ vorgestellt.

### Begrenzung der Bonuszahlungen von Fonds-Managern
Im Juli 2013 stimmte er als einziger Abgeordneter der Europa-Abgeordneten von Union und FDP für eine Begrenzung der Bonuszahlungen von Fonds-Managern.